# Исабеков, Дулат
Дулат Исабеков (каз. Дулат Исабеков; 20 декабря 1942, Южно-Казахстанская область — 21 февраля 2025, Алматы) — казахский и советский писатель, драматург. Герой Труда Казахстана (2022), лауреат Государственной премии Республики Казахстан (1992).

## Биография
Родился 20 декабря 1942 года в Южно-Казахстанской области, по разным данным в Арысском или Сайрамском районе. Происходит из рода кулшыгаш племени конырат Среднего жуза. Отец — Алдабергенов Исабек, погиб под Сталинградом. Мать — Алдабергенова Кумускуль.
В 1966 году окончил филологический факультет Казахского государственного университета им. С. М. Кирова (ныне КазНУ им. аль-Фараби). По окончании университета с 1967 по 1968 год работал старшим редактором литературно-драматического вещания Казахского радио. В 1968—1970 годах — старший научный редактор Главной редакции Казахской советской энциклопедии; 1971—1976 годах — заведующий отделом журнала «Жулдыз»; в 1976—1980 годах — заведующий редакцией издательства «Жалын»; 1980—1988 годах — главный редактор репертуарно-редакционной коллегии Министерства культуры Казахстана. В 1990—1992 годах — Главный директор Казахского телевидения; в 1992—1996 годах — директор издательства «Жазушы». С 1998 года — директор Казахского научно-исследовательского института культуры и искусствознания.

## Творчество писателя
Исабеков Дулат
Первый рассказ «Жолда» («В пути») опубликовал в 1963. Автор сборников повестей и рассказов «Бекет» (1966), «Мазасыз күндер» («Беспокойные дни», 1970), «Қара шаңырақ» («Отчий дом», 1973) «Тіршілік» («Жизнь»,1975) и романа «Қарғын» («Смятение», 1980). Произведения Исабекова переведены на русский, венгерский, немецкий, чешский, польский языки. На сценах театров поставлены спектакли по пьесам Исабекова: «Ректордың қабылдау күндері» («Приёмные дни редактора», 1975), «Әпке» («Старшая сестра», 1977), «Ертеңгі күту» («В ожидании завтрашнего дня», 1979), «Мұрагерлер» («Наследники», 1982), «Кішкентай ауыл» («Маленький аул», 1986). На основе произведений Исабекова написаны сценарии и поставлены художественные фильмы («Изумруд», 1975, реж. Ш. Бейсембаев), «Полынь» (1986, реж. А. Ашимов), «Жизнь» (1996, реж. У. Колдауова). За сборник повестей и рассказов «Ай-Петри ақиқаты» («Правда Ай-Петри») присуждена Государственная премия Казахстана (1992).
Писатель, драматург, Первый лауреат Государственной премии независимой Республики Казахстан (1992), лауреат международного ПЕН-клуба, платиновый лауреат независимой Преми «Тарлан» (2007), награждён медалью Льва Толстого (Россия). Повести и рассказы неоднократно издавались в Москве и в бывших Союзных республиках. Отдельные повести и рассказы переведены на немецкий, болгарский, венгерский, чешский языки. В 2014 году в Лондоне вышел отдельный сборник повестей и рассказов Исабекова под названием «Жемчужина и другие рассказы».
Он автор более двадцати пьес. Его пьесы широко идут на сценах театров республики Казахстан и на сценах театров бывших Союзных республик. К 70 летию автора в Алматы был проведён международный фестиваль одного драматурга. Кроме ведущих театров Республики Казахстан в нем приняли участие театры Болгарии, Турции, Санкт-Петербурга, г. Омска, Башкирии, русский академический театр г. Душанбе.
7 апреля в Лондоне поставлена его пьеса «Транзитный пассажир».
23 апреля 2015 года в Лондоне состоялась презентация новый книги «Вы не знали воины».
В 2016 году издательство «Художественная литература» (Москва) выпустило 4 тома избранных произведений писателя. В Литературном институте им. М.Горького прошла презентация этих книг. О его творчестве неоднократно писали газеты «Литературная газета», «Литературная Россия», журналы «Дружба народов», «Литературные вопросы» «Театральная жизнь».
В 2017 году к 75-летию автора на английском языке были выпущены два сборника — коротких рассказов Short Stories и пьес Song of the Swans: Selection of Plays. В рамках фестиваля казахской культуры со спектаклем Дулата Исабекова «Жаужурек» на лондонской сцене выступил и Государственный академический драматический театр имени Мухтара Ауезова. Кроме того, Государственный республиканский академический корейский театр представил музыкальную комедию — «Актриса». А пьеса «Акку Жибек» впервые была сыграна местной труппой — артистами британского театра на английском языке.
Скончался 21 февраля 2025 года в Алматы в возрасте 82 лет.

### Фильмография
В 1975 году написал сценарий фильма «Храни свою звезду» снятого на киностудии «Казахфильм» режиссёром Шарипом Бейсембаевым.

## Награды
- 1992 — Государственная премия Республики Казахстан;
- 2002 — Орден Курмет;
- 2006 — премия «Платиновый Тарлан»;
- 2012 — «Почётный гражданин Южно-Казахстанской области»;
- 2014 — Орден Достык ІІ степени;
- 2015 — Медаль «Единства народа Казахстана»;
- 2021 (2 декабря) — Орден «Первый Президент Республики Казахстан — Лидер Нации Нурсултан Назарбаев»[7];
- 2022 (22 октября) — звание «Герой Труда Казахстана» с вручением ордена «Отан» — за огромный вклад в развитие казахской литературы[8];
- Государственные юбилейные медали
- 2008 — Медаль «10 лет Астане»;
- 2011 — Медаль «20 лет независимости Республики Казахстан»;
- 2016 — Медаль «25 лет независимости Республики Казахстан»;
- 2018 — Медаль «20 лет Астане»;
- 2021 — Медаль «30 лет независимости Республики Казахстан»;

## Сочинения
- Мазасыз күндер, А., 1970;
- Тіршілік, А., 1975;
- Екі жиырма, А., 1983;
- Жеті желкен, А., 1993;
- Таңдамалы, 1-2 т., А. 1989.